# 阿蘭·辛特麥斯明
阿蘭·伊雷内·辛特麥斯明（法語：Allan Irénée Saint-Maximin，1997年3月21日—）是法國的職業足球運動員，司職翼鋒，目前效力於墨西哥足球超級聯賽球隊CF阿美利加，他是瓜德羅普和法屬圭亞那的後裔。

## 俱樂部生涯
2015年7月31日，辛特麥斯明加盟摩納哥，但立即被租借至漢諾威。
2019年8月2日，辛特麥斯明加盟纽卡斯尔联，簽下六年合約。 2019年12月5日，辛特麥斯明在對陣錫菲聯的比賽中射入加盟後首個入球。

## 外部連結
- Ligue 1 profile
- Soccerway資料庫：阿蘭·辛特麥斯明
- France profile （页面存档备份，存于） at FFF